# Iphiaulax preyeri
Iphiaulax preyeri är en stekelart som beskrevs av Cameron 1907. Iphiaulax preyeri ingår i släktet Iphiaulax och familjen bracksteklar. Inga underarter finns listade i Catalogue of Life.